# Лоренцо (ураган, 2019)
Ураган Лоренцо (англ. Hurricane Lorenzo) — потужний атлантичний тропічний циклон, типу Кабо-Верде, найсхідніший ураган 5 категорії за всю історію спостережень. Дванадцятий іменований шторм, п'ятий ураган, третій великий ураган і другий ураган 5-ї категорії сезону ураганів в Атлантиці у 2019 році.
Лоренцо розвинувся з тропічної хвилі, яка 22 вересня рушила біля західного узбережжя Африки, зростаючи в розмірах під час розвитку. 26 вересня він швидко посилився до урагану 4 категорії , після трохи послабшав. Потім Лоренцо знову почав швидко набирати силу, досягши максимальної інтенсивності 5 категорії. Постійне послаблення супроводжувалося, коли шторм рухався через суворіші атмосферні умови. 2 жовтня, Лоренцо розширював вітрове поле, і перекинув на Азорські острови, створивши найсильніший вітер для тропічного циклону за 20 років. Незабаром після цього він перетворився на екстропічний циклон, пробігшись до Ірландії та Великої Британії і став першим штормом сезону європейських штормів у 2019–2020 роках.

## Метеорологічна історія

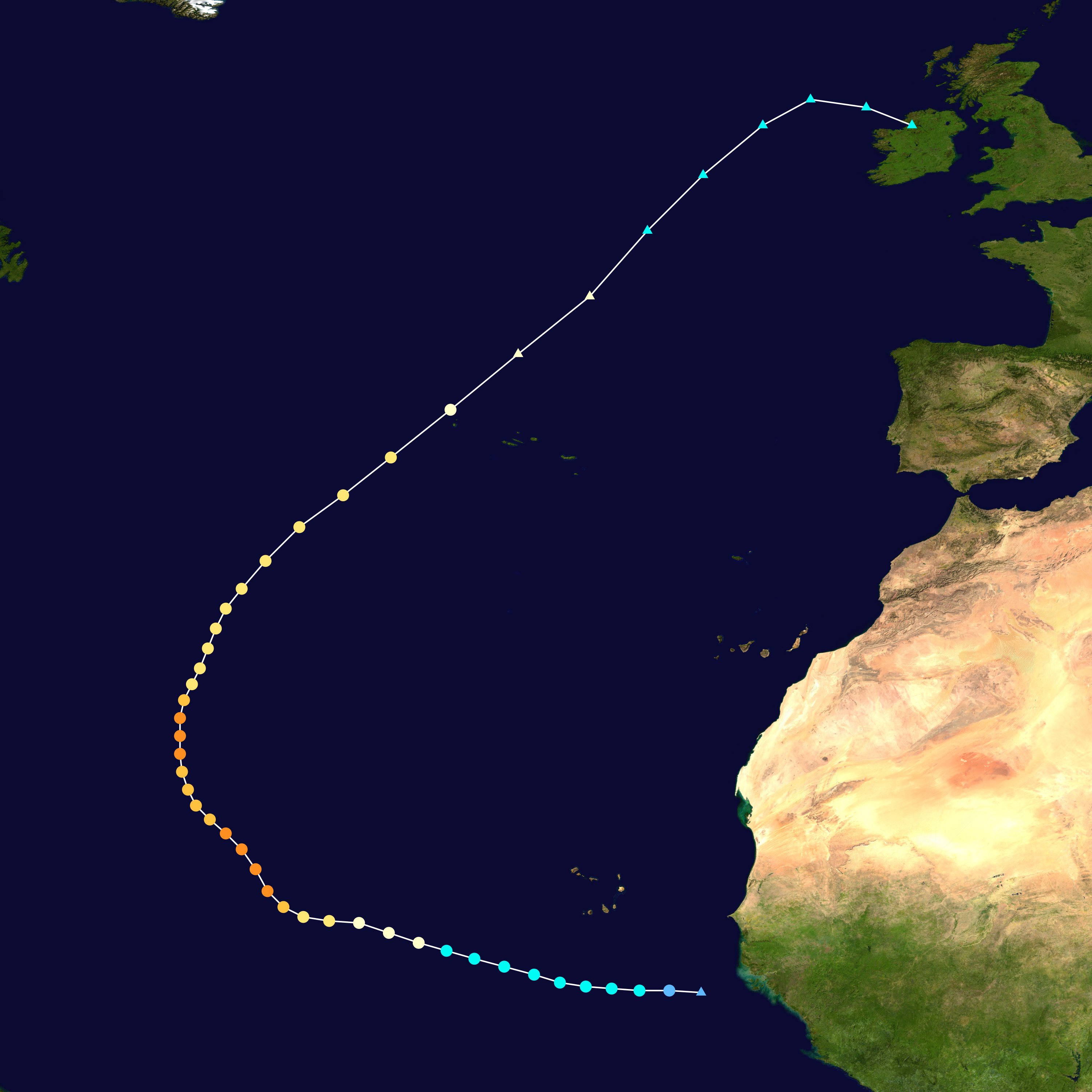
Карта з накресленою трасою та інтенсивністю шторму, згідно зі шкалою Саффіра – Сімпсона

9 вересня Національний центр ураганів (NHC) почав стежити за тропічною хвилею, яка, за прогнозами, вийде із західного узбережжя Африки. 22 вересня тропічна хвиля вийшла в Атлантичний океан. За сприятливих умов система швидко організувалася після цього, а наступного дня о 03:00 UTC, NHC ініціював консультації щодо тринадцятої тропічної депресії . Через дванадцять годин депресія посилилася до тропічної бурі і була названа Лоренцо на південь від Кабо-Верде.  На початку 25 вересня, ще за сприятливих умов, шторм ще більше посилився до урагану 1 категорії . Через кілька годин, того ж дня, Лоренцо ще більше посилився до урагану 2 категорії. На початку 26 вересня шторм завершив цикл і зазнав швидкої активізації, досягнувши статусу категорії 4 до 15:00 UTC того дня. У цей момент Лоренцо став одним з найбільших і найсильніших ураганів, що реєструються для східної Атлантики. Єдиним порівнянним ураганом останніх часів з подібними розмірами та інтенсивністю був Габріель у 1989 році. Лоренцо продовжував посилюватися, досягаючи своєї початкової пікової інтенсивності з максимальним стійким вітром 145 миль / год (230 км / год) та центральним тиском 939 мбар (гПа; 27,73 рт.ст.) на початку 27 вересня. Тиск продовжував знижуватися до 937 мбар (гПа; 27,67 inHg) протягом наступних кількох годин. Коли Лоренцо почав повільно повертатися на північ, температура морської поверхні незначно знизилася, а ураган послаб  наприкінці 27 вересня.  Попри те, що температура поверхні моря залишалася на рівні 28 ° C (82 ° F), сильний зсув вітру продовжував руйнувати Лоренцо, внаслідок чого ураган знизився вниз як ураган  3 категорії 28 вересня.  Лоренцо продовжував активізуватися, досягнувши сили категорії 5 на початку 29 вересня і став найсхіднішим ураганом такої інтенсивності, зафіксованим в басейні Атлантики, перевершивши Hugo в 1989 році.  Пік Лоренцо був короткотривалим через посилення зсуву вітру, прохолодніших вод, потрапляння сухого повітря. Ураган через кілька годин втратив статус категорії 5. Ця тенденція ослаблення стала швидшою, оскільки вона стикалася з все більш несприятливими  умовами. Великий розмір урагану містив велику кількість  води, і Лоренцо на 30 вересня опустився нижче основної сили урагану.  На початку 2 жовтня Лоренцо пройшов на захід від острова Флорес і ослаб до бурі категорії 1 . Пройшовши Азорські острови, Лоренцо став екстропічним штормом.